# Alicia Ogoms
Alicia Shanice Ogoms (Winnipeg, 2 aprile 1994) è una pallavolista canadese, centrale del Béziers.

## Biografia
Nata a Winnipeg (Manitoba), è figlia di Laura Kwiatkowski e dell'ex cestista Joe Ogoms; ha un fratello di nome Michael.

## Carriera

### Club
La carriera di Alicia Ogoms inizia a livello di club con il Cobra, mentre a livello scolastico gioca con la St. Mary's Academy. Per motivi accademici si trasferisce negli Stati Uniti d'America, dove partecipa alla NCAA Division I dal 2012 al 2015 con la Southern California, ricevendo qualche riconoscimento individuale.
Nella stagione 2016-17 firma il suo primo contratto professionistico col PTPS, nel massimo campionato polacco, mentre nella stagione seguente viene ingaggiata dalla SAB, nella Serie A1 italiana. Torna a quindi a giocare nella Liga Siatkówki Kobiet per un biennio, difendendo i colori del Kalisz nel campionato 2018-19 e poi quelli del BKS nel campionato seguente, mentre, dopo qualche mese di inattività, a metà dell'annata 2020-21 ritorna nella massima divisione italiana, accasandosi al San Casciano. 
Nella stagione 2021-22 è ancora in Serie A1, questa volta con il Bergamo 1991, mentre in quella seguente è impegnata in Ligue A, ingaggiata dal Terville Florange: resta nella massima divisione francese anche nell'annata 2023-24, accasandosi al Béziers.

### Nazionale
Fa il suo esordio nella nazionale canadese nel 2016, occasione della Coppa panamericana, torneo nel quale conquista la medaglia di bronzo nel 2018. Nel 2019 vince la medaglia d'oro alla Volleyball Challenger Cup, seguita da due bronzi alla NORCECA Champions Cup e al campionato nordamericano, quest'ultimo bissato nel 2021. Nel 2023 arriva un nuovo bronzo al campionato nordamericano.

## Palmarès

### Nazionale (competizioni minori)
- Coppa panamericana 2018
- Volleyball Challenger Cup 2019
- NORCECA Champions Cup 2019

### Premi individuali
- 2015 - All-America Second Team
- 2015 - NCAA Division I: San Diego Regional All-Tournament Team
- 2018 - Qualificazioni alla Volleyball Challenger Cup: Miglior centrale